# Slovenska republiška liga 1965-1966
La Slovenska republiška nogometna liga 1965./66. (it. "Campionato calcistico della Repubblica di Slovenia 1965-66") fu la diciottesima edizione del campionato della Repubblica Socialista di Slovenia. In questa stagione era nel terzo livello della piramide calcistica jugoslava.
Il campionato venne vinto dall'Aluminij, al suo primo titolo nella competizione. Questa vittoria diede ai "Šumari" la promozione diretta in Druga Liga 1966-1967.
I capocannonieri del torneo furono Robert Borbaš (Branik Maribor) e Ivan Krnič (Aluminij) con 23 reti ciascuno.
Questa fu la prima edizione ad utilizzare la differenza reti invece del quoziente reti, inoltre venne l'obbligo di dotarsi di traversa e pali delle porte rotondi anziché quadrati.

## Squadre partecipanti
| Squadra         | Città         | Stagione 1964-65 | Stagione 1964-65  |
| Squadra         | Città         | Pos.             | Divisione         |
| --------------- | ------------- | ---------------- | ----------------- |
| Kladivar        | Celje         | 16°              | Druga liga Ovest  |
| Aluminij        | Kidričevo     | 2°               | Slovenska zona    |
| Železničar (Mb) | Maribor       | 3°               | Slovenska zona    |
| ŽNK             | Lubiana       | 4°               | Slovenska zona    |
| Triglav         | Kranj         | 5°               | Slovenska zona    |
| Branik          | Maribor       | 6°               | Slovenska zona    |
| Gorica          | Nova Gorica   | 7°               | Slovenska zona    |
| Mura            | Murska Sobota | 8°               | Slovenska zona    |
| Železničar (Ce) | Celje         | 9°               | Slovenska zona    |
| Rudar (Tr)      | Trbovlje      | 10°              | Slovenska zona    |
| Koper           | Capodistria   | 1°               | Zonska liga Ovest |
| Rudar (Ve)      | Velenje       | 1°               | Zonska liga Est   |

## Classifica
|  | Pos. | Squadra            | Pt | G  | V  | N | P  | GF | GS | DR  |
|  | ---- | ------------------ | -- | -- | -- | - | -- | -- | -- | --- |
|  | 1.   | Aluminij           | 34 | 22 | 15 | 4 | 3  | 64 | 23 | +41 |
|  | 2.   | Triglav            | 30 | 22 | 13 | 4 | 5  | 49 | 30 | +19 |
|  | 3.   | Železničar Celje   | 27 | 22 | 13 | 1 | 8  | 42 | 29 | +13 |
|  | 4.   | ŽNK Lubiana        | 26 | 22 | 10 | 6 | 6  | 36 | 31 | +5  |
|  | 5.   | Rudar Trbovlje     | 23 | 22 | 10 | 3 | 9  | 42 | 41 | +1  |
|  | 6.   | Železničar Maribor | 23 | 22 | 11 | 1 | 10 | 35 | 47 | −12 |
|  | 7.   | Gorica             | 20 | 22 | 8  | 4 | 10 | 32 | 40 | −8  |
|  | 8.   | Mura               | 18 | 22 | 6  | 6 | 10 | 34 | 46 | −12 |
|  | 9.   | Branik Maribor     | 18 | 22 | 7  | 4 | 11 | 39 | 56 | −17 |
|  | 10.  | Rudar Velenje      | 17 | 22 | 7  | 3 | 12 | 36 | 53 | −17 |
|  | 11.  | Kladivar Celje     | 15 | 22 | 6  | 3 | 13 | 35 | 51 | −16 |
|  | 12.  | Koper              | 12 | 22 | 3  | 6 | 13 | 34 | 61 | −27 |

Legenda:
      Promosso in Druga Liga 1966-1967.
      Retrocesso nella divisione inferiore.
Note:
Due punti a vittoria, uno a pareggio, zero a sconfitta.

## Spareggi-promozione
L'Aluminij ha affrontato il Metalac Zagabria (1° in Zagrebačka zona), che aveva già perso un primo spareggio contro il BSK Slavonski Brod (1° in Slavonska zona).
| Squadra 1 | Totale | Squadra 2        | Andata | Ritorno |
| --------- | ------ | ---------------- | ------ | ------- |
| Aluminij  | 6 – 3  | Metalac Zagabria | 3 – 1  | 3 – 2   |

## Divisione inferiore
| Girone                                                                  | Vincitore       | 2º posto | 3º posto |
| ----------------------------------------------------------------------- | --------------- | -------- | -------- |
| Zonska liga Est                                                         | Kovinar Maribor | Fužinar  | Šoštanj  |
| Zonska liga Ovest                                                       | Slavija Vevče   | Svoboda  | Ilirija  |
| In grassetto le squadre promosse in Slovenska republiška liga 1966-1967 |                 |          |          |